# Hugo Sánchez
Hugo Sánchez Márquez (* 11. Juli 1958 in Mexiko-Stadt), auch bekannt unter dem Spitznamen „El Niño de Oro“ (spanisch für Der Goldjunge), ist ein ehemaliger mexikanischer Fußballspieler und heutiger -trainer. Er gilt als einer der besten mexikanischen Fußballspieler der Geschichte.

## Sportliche Laufbahn

### Vereinskarriere
Hugo Sánchez, der in Mexiko-Stadt in einer sportbegeisterten Familie aufwuchs, wurde schon als 14-Jähriger in die mexikanische Juniorenauswahl berufen. Seine Vereinskarriere begann er im Nachwuchsbereich der UNAM Pumas, dem Fußballverein der Nationalen Autonomen Universität von Mexiko (Universidad Nacional Autónoma de México, kurz UNAM). 1976 rückte er in die Profimannschaft auf, wo er nur ein Jahr später den ersten nationalen Meistertitel der Vereinsgeschichte feierte. In den frühen 1980ern konnten die Pumas ihre größten Erfolge feiern: 1980 und 1981 gewann die Universitätsmannschaft aus Mexiko-Stadt den CONCACAF Champions’ Cup, bei dem die besten Vereinsmannschaften aus Nord- und Zentralamerika gegeneinander antreten. 1981 sicherte sich die Mannschaft außerdem die Copa Interamericana durch einen Sieg über Südamerikas Champion Nacional Montevideo und holte wiederum die mexikanische Meisterschaft. Bei diesen Titeln machte besonders Sánchez nicht nur durch seine zahlreichen Tore von sich reden und sich damit auch für europäische Spitzenteams interessant machte.
Ende 1981 verließ Sánchez, der als genialer Techniker wie als kaltblütiger Torschütze glänzte, Mexiko und wechselte in die spanische Primera División zum Spitzenclub Atlético Madrid. 1985 wurde er dort mit 19 Toren Torschützenkönig, ehe er sich entschied, zum Lokalrivalen Real Madrid zu wechseln.
In den sieben Jahren bei Real Madrid feierte Sánchez die größten Erfolge seiner Karriere. Der Stürmer, der sich selbst als Künstler auf dem Fußballfeld bezeichnete, sicherte sich zwischen 1986 und 1990 viermal die spanische Torjägerkanone. Fünfmal gewann er in Folge die Spanische Meisterschaft (1986 bis 1990), holte zweimal die Copa del Rey (1985 und 1989) und siegte 1986 im UEFA-Pokal. Sánchez war einer der besten und torgefährlichsten Stürmer der 1980er Jahre und harmonierte hervorragend mit seinen Sturmpartnern Jorge Valdano und Emilio Butragueño. Trotz seiner sportlichen Erfolge war der Mexikaner in der spanischen Hauptstadt nicht unumstritten, weil er einen ausgeprägten Hang zur Selbstdarstellung an den Tag legte. Bei den Gegnern war Sánchez, zu dessen Repertoire häufig versteckte Fouls und Schwalben gehörten, ebenfalls wenig beliebt.
Nachdem er sich im Jahre 1990 den Goldenen Schuh als bester europäischer Torschütze mit 38 Treffern für Real gesichert hatte, ging es ab 1991 mit seiner Karriere bergab. Anfang des Jahres zog er sich eine schwere Knieverletzung zu und konnte zwölf Monate nicht spielen. Als die gesundheitlichen Probleme behoben waren, erhielt der Fußballspieler wegen Aufsässigkeit eine zweimonatige vereinsinterne Sperre. Als Konsequenz trennte sich Sánchez 1992 von Real und schloss sich in seiner Heimat dem Erstligisten Club América an. Auch bei seinem neuen Verein bekam der 1,74 m große Starstürmer wegen seiner Eskapaden Probleme, kehrte daher im Sommer 1993 nach Spanien zurück und schloss sich, mittlerweile 35 Jahre alt, dem Erstligisten Rayo Vallecano an.
Nach der WM 1994 kehrte er wiederum nach Mexiko zurück und unterschrieb einen Vertrag bei CF Atlante. Doch auch hier hielt es ihn nicht lange und so wechselte der 37-Jährige im September 1995 zum österreichischen Zweitligisten FC Linz. Nach weiteren kurzen Engagements bei Dallas Burn in der Major League Soccer und Atlético Celaya beendete er 1997 seine Karriere.

### Auswahleinsätze

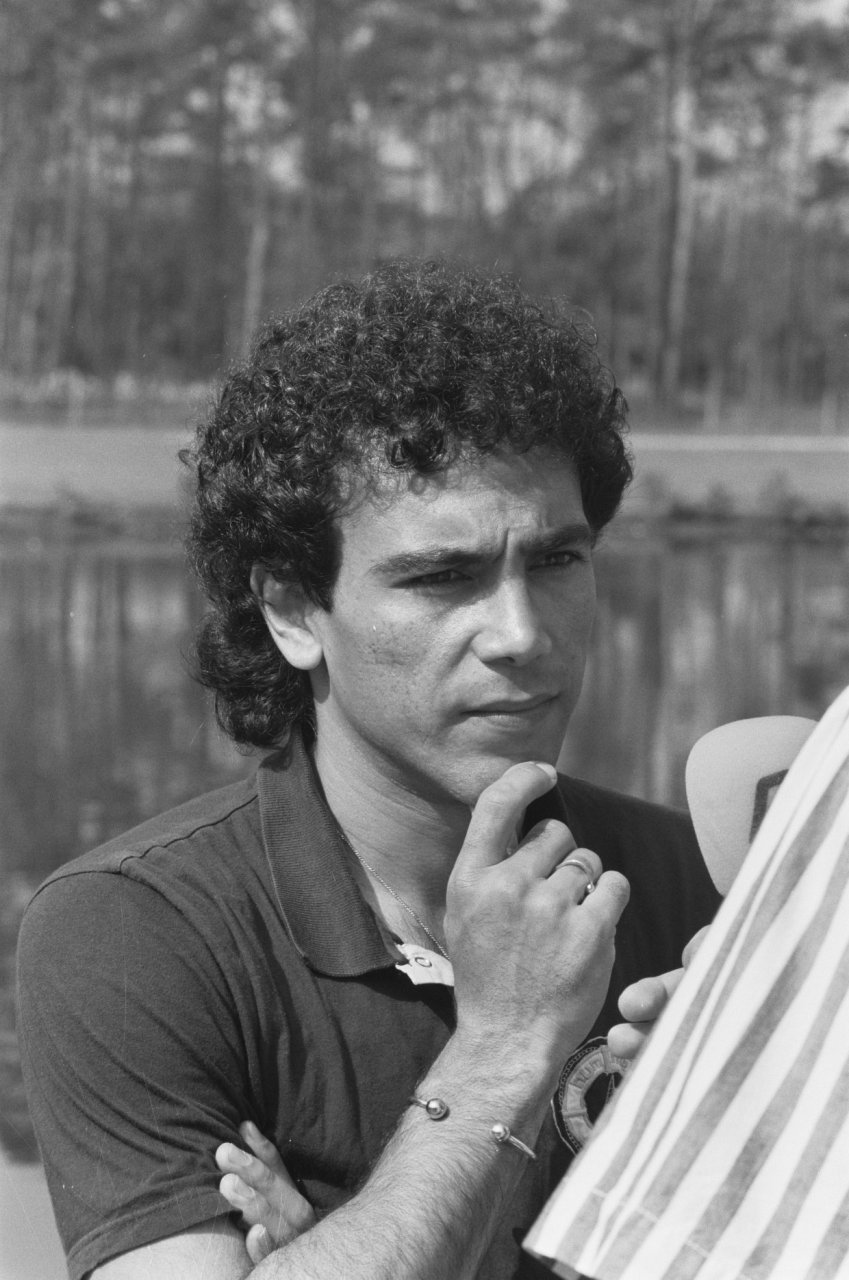
Hugo Sánchez (1988)

Im Jahr 1976 trat er mit der Olympiaauswahl Mexikos beim Fußballturnier der Spiele von Montreal an. In drei Spielen in Kanada war der Sánchez beim Vorrundenaus seiner Elf einmal erfolgreich.
1977 spielte er mit 19 Jahren erstmals für die mexikanische A-Nationalelf, die sich 1978 für die WM in Argentinien qualifizierte. In der Qualifikation steuerte Sanchez vier Treffer bei und Mexiko setzte sich mit 20:5 Treffern und fünf Siegen in fünf Spielen souverän durch. Bei der WM-Endrunde war Sánchez als Linksaußen in allen drei Spielen der Mexikaner mit von der Partie, die Gegner waren jedoch zu stark. Gegen Weltmeister Deutschland, den WM-Dritten Polen und Tunesien gab es drei Niederlagen und man reiste mit 2:12 Toren nach der Vorrunde heim.
Der wichtigste Auftritt in seiner Heimat bei der WM 1986 im eigenen Land endete im Viertelfinale. Dort unterlag die Auswahl des Gastgeberlandes den Deutschen nach Elfmeterschießen. Sánchez blieb bei vier Einsätzen mit lediglich einem Treffer weit unter seinen Möglichkeiten, weshalb die mexikanische Öffentlichkeit sich enttäuscht zeigte; man hatte sich von dem Torjäger und seinem Team mehr erhofft. Sánchez erklärte daraufhin seinen Rücktritt aus der Nationalelf.
Im März 1993 kehrte Sánchez nach siebenjähriger Unterbrechung in die Nationalmannschaft zurück. Im Jahr darauf nahm er an seiner dritten und letzten WM in den USA teil. Hier kam er lediglich auf einen Einsatz; er hatte seinen Zenit überschritten und beendete nun endgültig seine Karriere in der Nationalmannschaft. Lediglich beim Freundschaftsspiel am 18. März 1998 gegen Paraguay (1:1) kam er noch einmal zum Einsatz, was für ihn gleichsam ein "Abschiedsspiel" war.
Für die mexikanische Fußballnationalmannschaft absolvierte er insgesamt 58 Spiele und schoss dabei 29 Tore. Nach Angaben der Webseite RSSSF waren 27 Tore in 55 Spielen.

## Trainerlaufbahn
Zwischen November 2006 und dem 31. März 2008 war er Trainer der mexikanischen Nationalmannschaft, ehe er wegen Erfolglosigkeit entlassen wurde. Im Dezember 2008 übernahm er den Trainerposten bei UD Almería. Fast genau ein Jahr später, am 21. Dezember 2009, wurde er dort aber wegen zu schlechter Leistung entlassen. Vom Juli bis Dezember 2012 trainierte er den CF Pachuca.

## Trivia
Hugo Sánchez feierte Tore häufig mit einem spektakulären Handstandüberschlag.

## Erfolge
UNAM Pumas
- Mexikanischer Meister (2): 1976/77, 1980/81
- CONCACAF Champions Cup: 1980

Atlético Madrid
- Spanischer Pokalsieger: 1985

Real Madrid
- Spanischer Meister (5): 1985/86, 1986/87, 1987/88, 1988/89, 1989/90
- Spanischer Pokalsieger: 1989
- Spanischer Superpokalsieger (3): 1988, 1989, 1990
- UEFA-Pokalsieger: 1986

Club América
- CONCACAF Champions Cup: 1992

Nationalmannschaft
- Panamerikanische Spiele: 1975
- CONCACAF-Gold-Cup-Sieger: 1977

Persönlich
- Mexikanischer Torschützenkönig: 1979 (26 Tore)
- Spanischer Torschützenkönig (5): 1984/85 (19 Tore), 1985/86 (22), 1986/87 (34), 1987/88 (29), 1989/90 (38)
- Goldener Schuh: 1990 (38 Tore)
- Bester ausländischer Spieler Spaniens (2): 1987, 1990
- Aufnahme in die FIFA 100 im Jahr 2004